# 斯泰温斯崖
55°16′2″N 12°25′24″E / 55.26722°N 12.42333°E
斯泰温斯崖（Stevns Klint）是位於丹麥東部西蘭島上的一處陡峭的斷崖，其總長度達14.5公里。斯泰温斯崖是世界上最重要的K-T界線地形之一。受到侵蝕作用的影響，斷崖的高度已經增加到約40米。斷崖附近還有冷戰博物館以及一座教堂。2014年，斯泰温斯崖被列入世界自然遺產。